# 仲手川良雄
仲手川良雄（なかてがわ よしお、1929年9月20日 - ）は、日本の西洋史・思想史学者、早稲田大学名誉教授。専攻は古代ギリシア史・西洋思想史。

## 略歴
東京に生まれる。早稲田大学第一文学部卒業。同大学院文学研究科博士課程修了。1976年「ブルクハルトの普遍史と「現代」」で文学博士。1964年富山工業高等専門学校講師、1966年東京工業高等専門学校教員、1976年文部省初等中等教育局、1978年東洋大学教授、1982年早稲田大学教育学部教授。1999年定年、名誉教授。

## 著書
- 『ブルクハルト史学と現代』創文社 1977※
- 『歴史のなかの自由 ホメロスとホッブズのあいだ』 中公新書 1986
- 『古代ギリシアにおける自由と正義 思想・心性のあり方から国制・政治の構造へ』創文社 1998※
- 『テミストクレス 古代ギリシア天才政治家の発想と行動』中公叢書 2001
- 『古代ギリシアにおける自由と社会』創文社 2014※

### 編著
- 『ヨーロッパ的自由の歴史』編著 南窓社 1992

### 翻訳
- ロマーノ・グァルディーニ『近代の終末 方向づけへの試み』創文社 歴史学叢書 1968※

以上の※は、電子書籍「創文社オンデマンド叢書」講談社で再刊

## 論文
- <仲手川良雄